# Mituvos upės slėnis žemiau Paulių II
Mituvos upės slėnis žemiau Paulių II este o arie protejată (sit de importanță comunitară — SCI) din Lituania întinsă pe o suprafață de 142,64 ha, integral pe uscat.

## Localizare
Centrul sitului Mituvos upės slėnis žemiau Paulių II este situat la coordonatele 55°10′49″N 22°55′07″E / 55.1803°N 22.9186°E.

## Înființare
Situl Mituvos upės slėnis žemiau Paulių II a fost declarat sit de importanță comunitară în septembrie 2021 pentru a proteja un număr necunoscut de specii din flora spontană și fauna sălbatică aflate în arealul zonei.

## Biodiversitate
Situată în ecoregiunea boreală, aria protejată conține 5 habitate naturale: Pajiști fino-scandinave uscate până la mezice, bogate în specii de altitudine mică, Fânețe de joasă altitudine (Alopecurus pratensis, Sanguisorba officinalis), Păduri caducifoliate bătrâne naturale hemiboreale fino-scandinave (Quercus, Tilia, Acer, Fraxinus sau Ulmus) bogate în specii epifite, Păduri de stejar sau de stejar și carpen sub-atlantice și medio-europene de Carpinion betuli, Păduri pe pante, grohotișuri și ravene de Tilio-Acerion.
La baza desemnării sitului se află un număr nedeclarat de specii protejate.